# Vaso prehistórico de Fabara

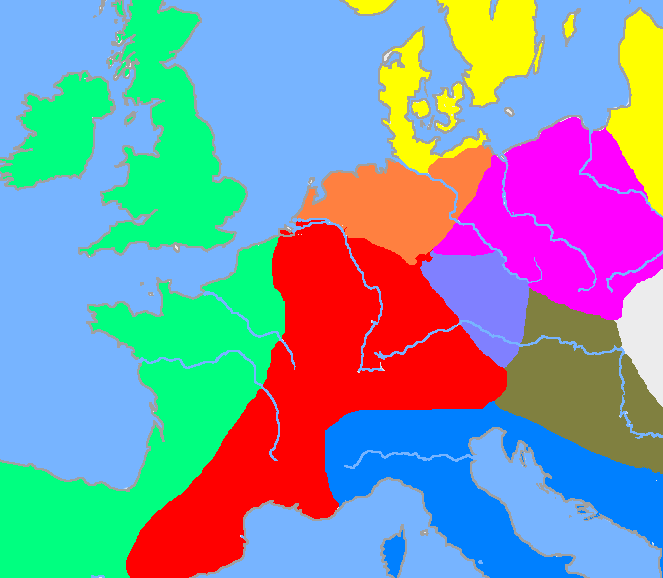
En rojo el territorio correspondiente a la cultura de los campos de urnas central, y en naranja a la cultura de los campos de urnas norte.

El vaso prehistórico de Fabara es una vasija de arcilla que data del 1000 a. C., que fue elaborada por pobladores centroeuropeos pertenecientes a la denominada cultura de los campos de urnas que se instalaron en pequeños grupos al norte de la península ibérica, durante la Edad del Bronce Final.
Esta vasija se halló en el yacimiento arqueológico conocido como el Roquizal del Rullo, situado en Fabara, una localidad y municipio ubicado en la comarca del Bajo Aragón-Caspe (Aragón), considerado el yacimiento más importante de la Edad del Hierro en la comunidad autónoma de Aragón, durante una excavaciones lideradas por Don Lorenzo Pérez Temprado.

## Características
- Forma: Vaso/Vasija.
- Material: Arcilla.
- Contexto: Bronce Final.
- Estilo: Edad del Hierro I, cultura de los campos de urnas.[1]
- Técnica: Cocción reductora, pulido y alisado, incisión o escisión, estampillado.
- Altura: 7,1 centímetros.
- Diámetro boca: 8 centímetros.
- Grosor: 0,4 centímetros.

## Conservación
La pieza se expone de forma permanente en el Museo Arqueológico Nacional de España, en Madrid con el número de inventario 33320.